# Меремишле
Меремишле (серб. Меремишље / Meremišlje) — село в общине Вишеград Республики Сербской Боснии и Герцеговины. В настоящее время село необитаемо.